# Drosophyllum lusitanicum
Drosophyllum lusitanicum är en sileshårsväxtart som först beskrevs av Carl von Linné, och fick sitt nu gällande namn av Heinrich Friedrich Link. Drosophyllum lusitanicum ingår i släktet Drosophyllum och familjen sileshårsväxter.
Artens utbredningsområde är:
- Marocko.
- Portugal.
- Spanien.

Inga underarter finns listade i Catalogue of Life.

## Bildgalleri

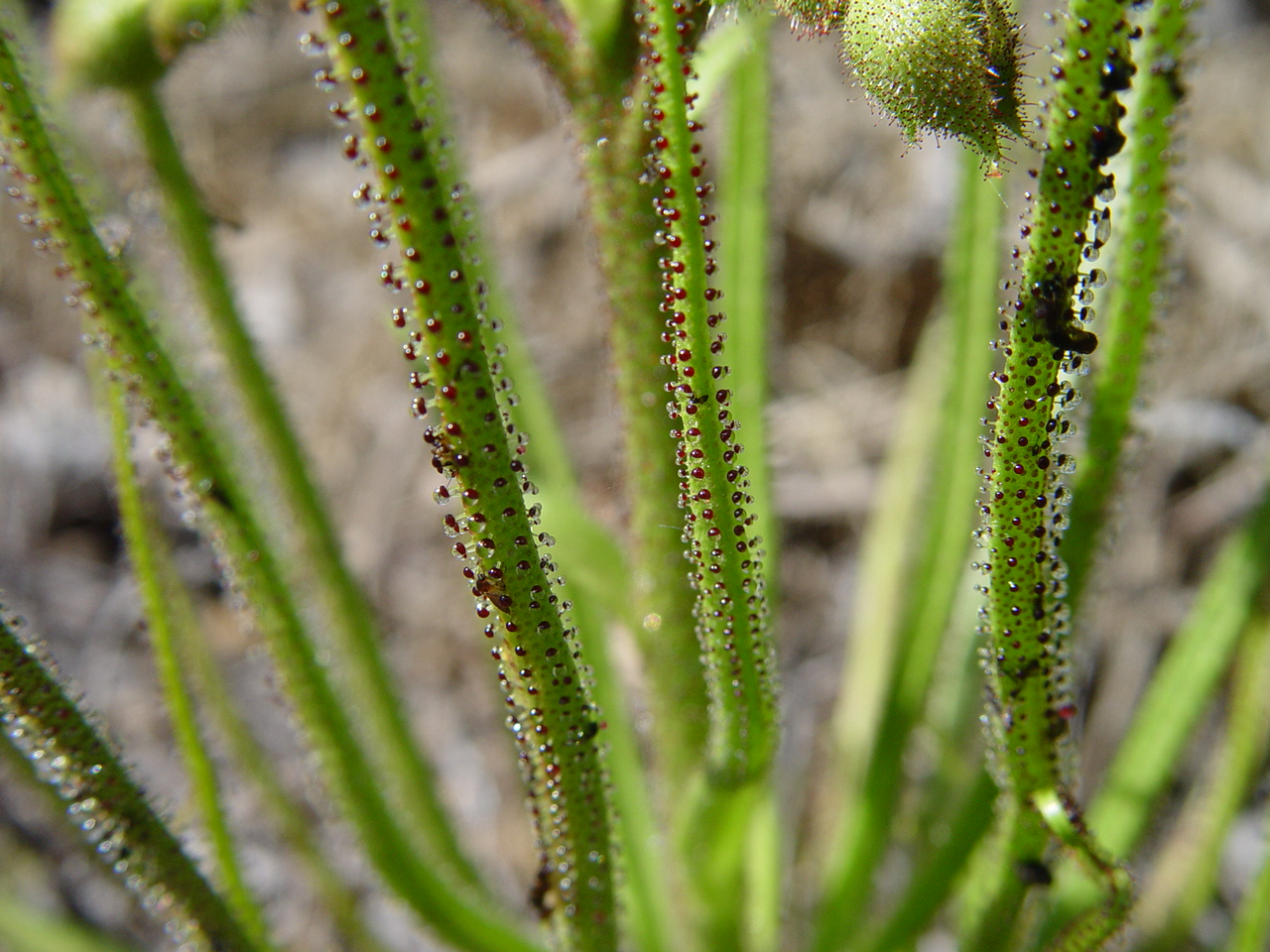
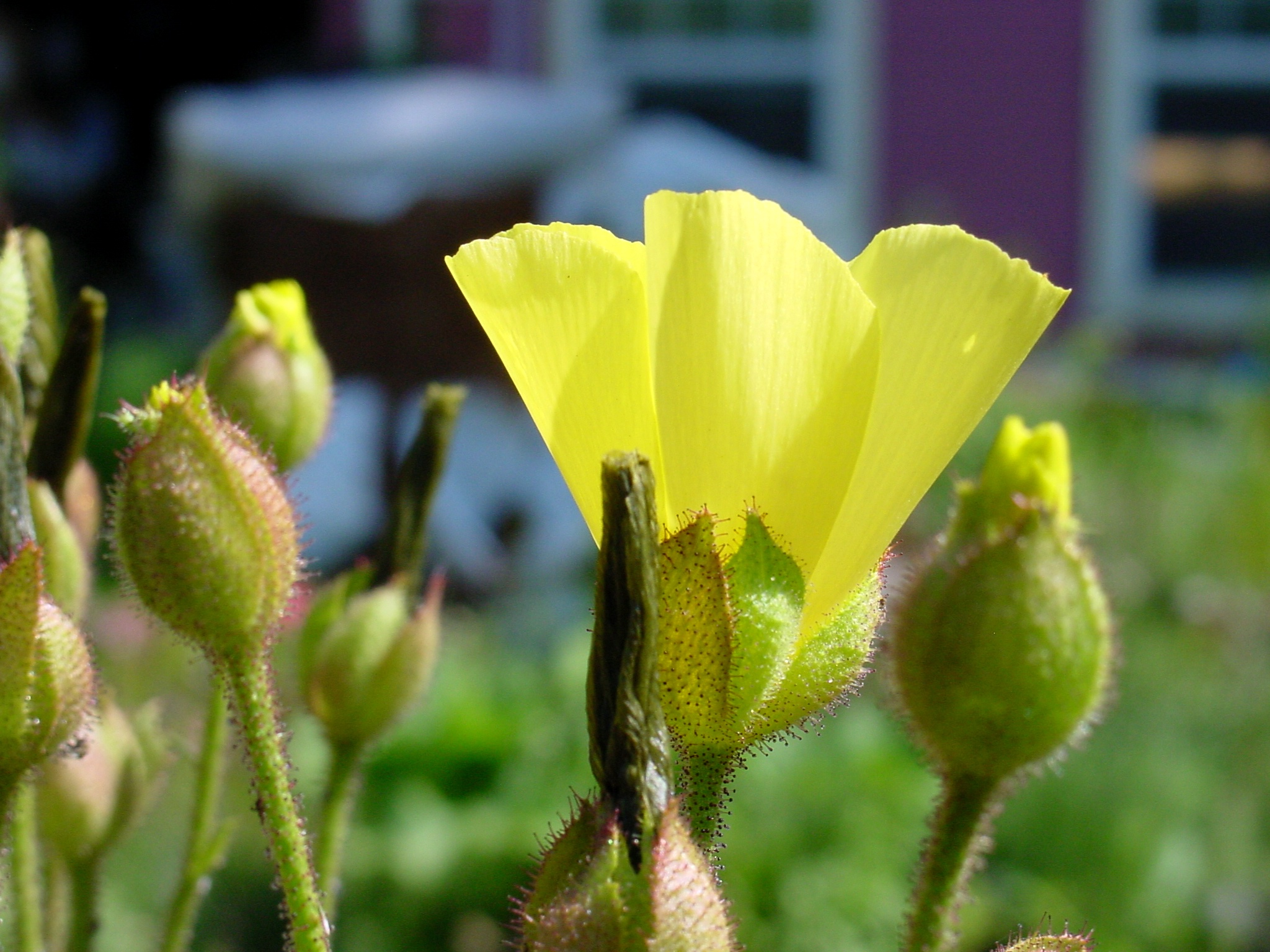
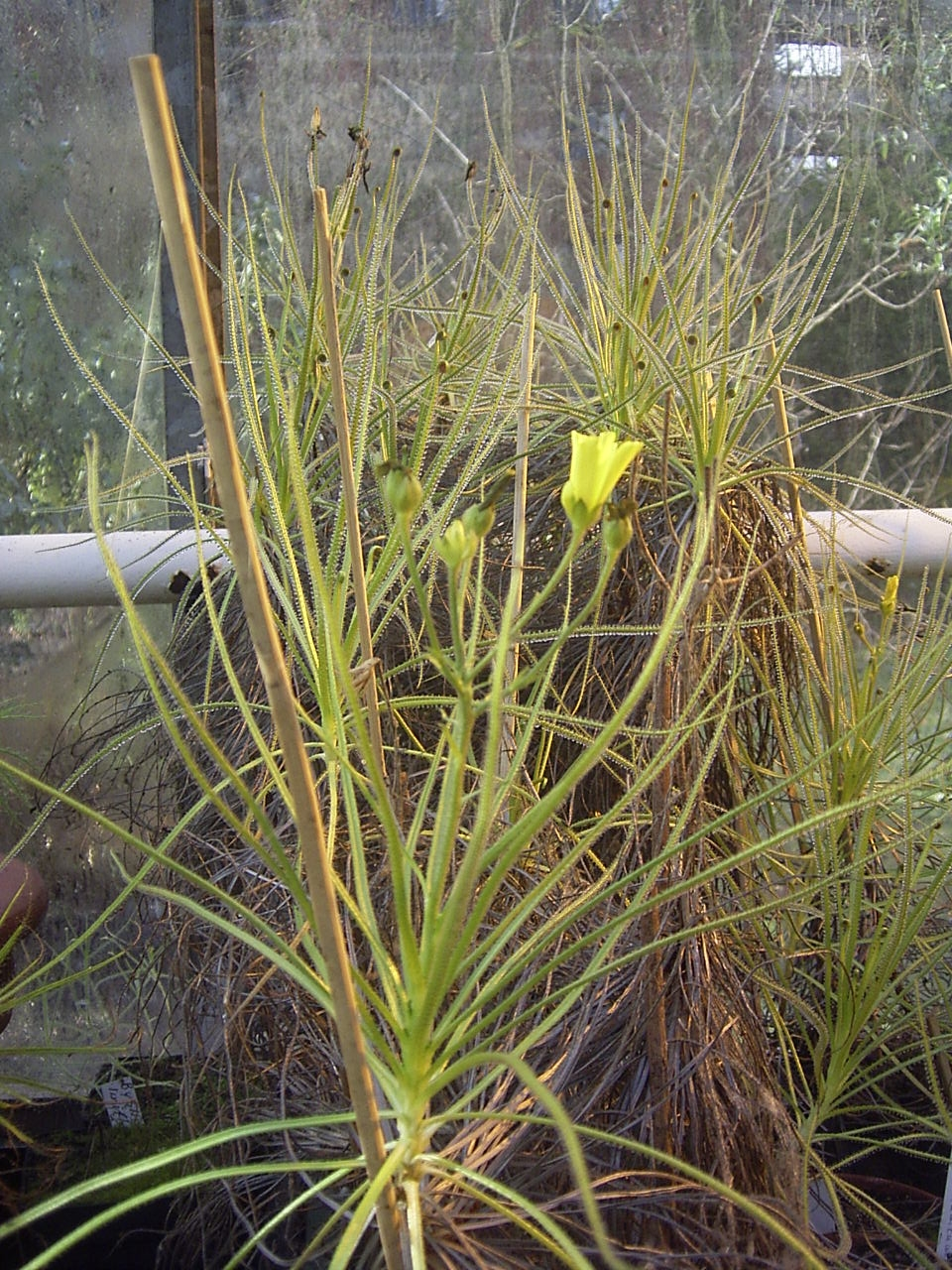
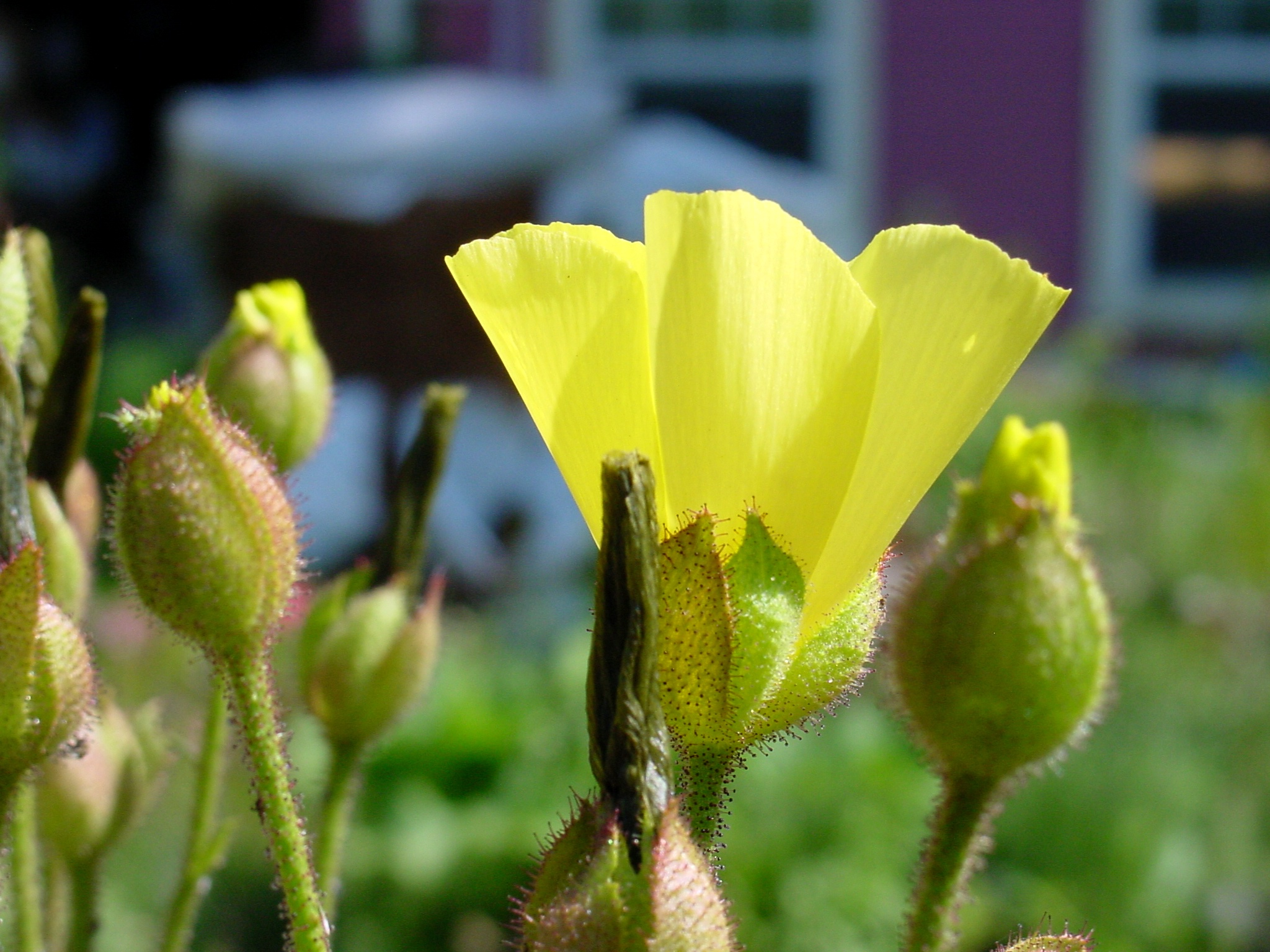
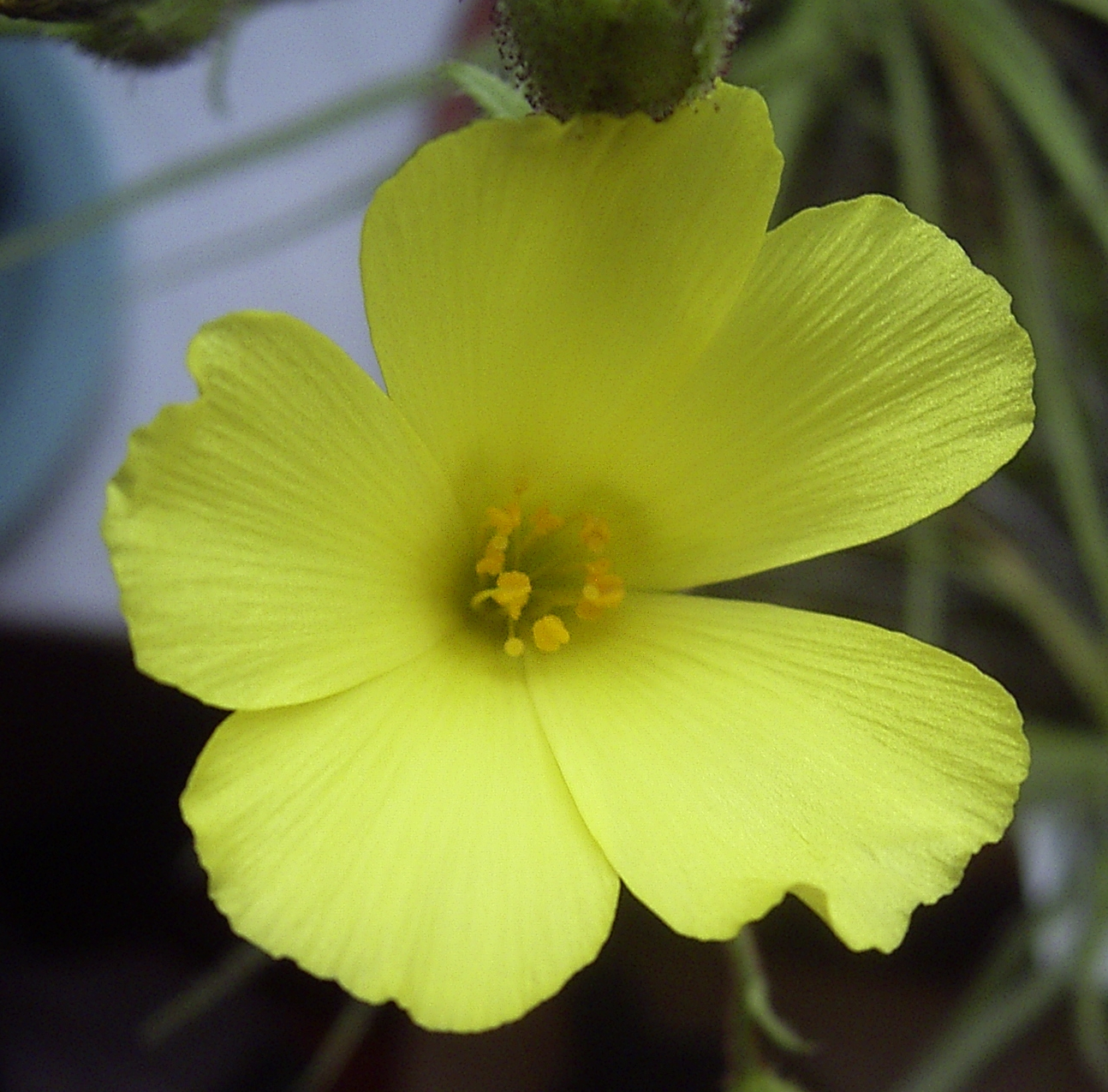
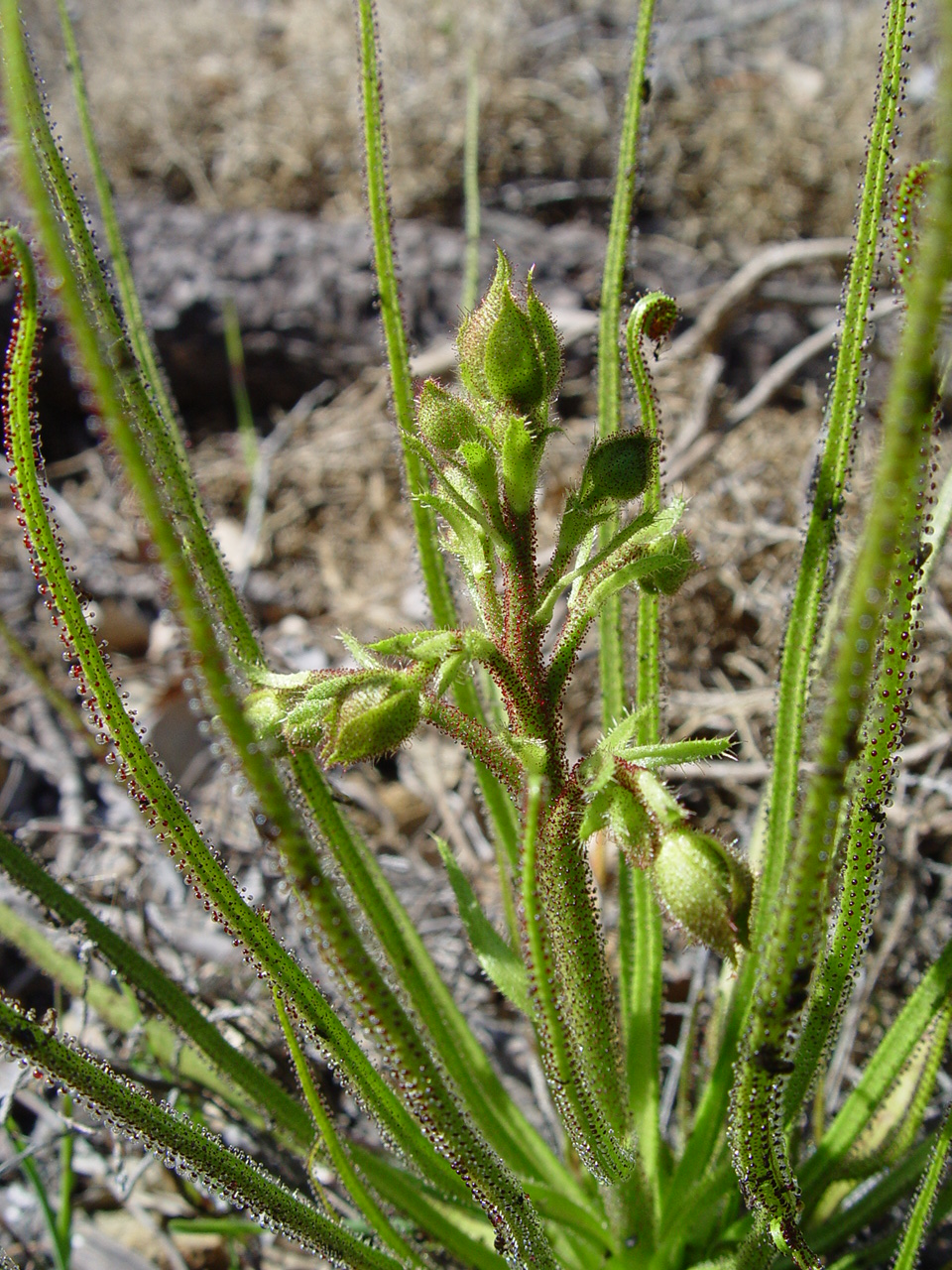